# سو فنگ
سو فنگ (انگلیسی: Hsu Feng؛ زادهٔ ۱۷ دسامبر ۱۹۵۰) بازیگر، تهیه‌کننده فیلم و اهالی کسب‌وکار اهل تایوان است.
از فیلم‌ها یا برنامه‌های تلویزیونی که وی در آن نقش داشته‌است، می‌توان به پنجمین اژدها و نشانی از ذن اشاره کرد.